# Remembering Never
Remembering Never – zespół metalcorowy pochodzący z Fort Lauderdale na Florydzie.
W 2001 roku grupa wydała swój pierwszy album (EP). Suffocates My Words to You wydano w rodzimym mieście zespołu w Studio 13, dzięki wytwórni One Day Savior Recordings. Producentem płyty został Jeremy Staska, który współpracował m.in. z Poison the Well.
Dobra sprzedaż albumu zaowocowała przejściem do Ferret Records w 2002 roku. Dla nich właśnie Remembering Never nagrali swój pierwszy studyjny album - She Looks So Good in Red. Po wydaniu krążka grupa zaczęła koncertować. Zespół wyruszył w trasę z uznanymi już zespołami: Between the Buried and Me, Dead to Fall, Evergreen Terrace, Shai Hulud, Every Time I Die. 
Pod koniec 2003 roku zespół wszedł do studia aby nagrać swój drugi studyjny album pt.: Women and Children Die First i już w lutym następnego roku płyta była w sprzedaży. Na albumie jest bardzo niewiele partii wokalnych, a gitary są jeszcze cięższe niż na poprzednich dwóch albumach.
W 2006 roku Remembering Never wydali swój trzeci, jak na razie ostatni studyjny album - God Save Us. Sprzedał się on w dobrym nakładzie. Później zespół wyruszył w trasę koncertową.

## Skład zespołu
- "Mean" Pete Kowalsky (Vocals)
- Grease Leonard (Guitar)
- Norm (Guitar)
- Aldo (Bass)
- XWesX (Drums)
- Brian (Merch)

## Byli członkowie
- Justin (Vocals)
- Danny (Drums)

## Dyskografia
- Suffocates My Words to You (2001) (EP)
- She Looks So Good in Red (2002)
- Women and Children Die First (2004)
- God Save Us (2006)

## Single
- Meadows (2001)
- Words (2001)
- A Clearer Sky (2002)
- Feathers in Heaven (2002)
- Big Jim's Mistake (2002)
- Heartless (2002)
- From My Cold Dead Hands (2003)
- Incisions (2004)
- Con Artist (2006)

## Teledyski
- Incisions (2004)
- Con Artist (2006)